# SVG-edit
SVG-edit — це вебзастосунок, написаний на JavaScript, який дозволяє редагувати SVG прямо в браузері. Пряме посилання на редактор останньої версії [Архівовано 17 грудня 2018 у Wayback Machine.].
Працює в більшості сучасних браузерів:
- Firefox 1.5+
- Opera 9.50+
- Safari 4+
- Chrome 1+
- Internet Explorer 9+

Також були зроблені аддони до браузерів Firefox, Chrome та Opera.

## Історія
SVG-edit був вперше анонсований програмістом Narendra Sisodiya. Версія 2.0 розроблена Паволом Руснаком та випущена 3 червня 2009. Поточна стабільна версія — 2.7.

## Компоненти
SVG-edit складається з двох основних компонентів svg-editor.js та svgcanvas.js. Файл svgcanvas.js можна використовувати окремо від SVG-edit, що дозволяє розробникам створювати альтернативні інтерфейси до svg-полотна (англ. canvas).

## Зноски
1. ↑  https://addons.mozilla.org/en-US/firefox/addon/14186/%5Bнедоступне+посилання+з+лютого+2019%5D
2. ↑  Архівована копія. Архів оригіналу за 9 жовтня 2011. Процитовано 16 квітня 2011.{{cite web}}:  Обслуговування CS1: Сторінки з текстом «archived copy» як значення параметру title (посилання)
3. ↑  Архівована копія. Архів оригіналу за 18 липня 2012. Процитовано 16 квітня 2011.{{cite web}}:  Обслуговування CS1: Сторінки з текстом «archived copy» як значення параметру title (посилання)
4. ↑  TechFandu : Tips and Tricks in Computer: Online web based SVG editor. Blog.narendrasisodiya.com. 6 лютого 2009. Архів оригіналу за 13 липня 2013. Процитовано 25 червня 2010. [Архівовано 2013-05-29 у Wayback Machine.]
5. ↑  SVG-edit, a web based SVG editor. Stick.gk2.sk. 3 червня 2009. Архів оригіналу за 13 липня 2013. Процитовано 25 червня 2010. [Архівовано 2012-12-05 у Wayback Machine.]